# Concistori di papa Alessandro IV

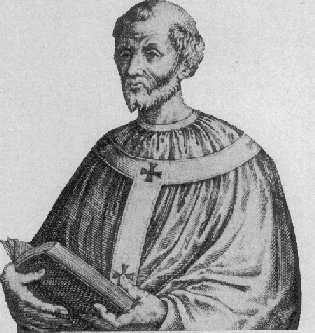
Papa Alessandro IV

Questa voce raccoglie l'elenco completo dei concistori per la creazione di nuovi cardinali presieduti da papa Alessandro IV, con l'indicazione di tutti i cardinali creati su cui si hanno informazioni documentarie (2 nuovi cardinali in 2 concistori). I nomi sono posti in ordine di creazione.

## Tra il 17 agosto 1255 e il I febbraio 1256 (I)
- Riccardo di Montecassino, O.S.B., abate del monastero di Montecassino; creato cardinale presbitero di San Ciriaco alle Terme Diocleziane (morto nel marzo 1262)

## Dicembre 1255 (II)
- Tesauro Beccaria, O.S.B.Vall., abate generale della sua Congregazione; creato cardinale diacono (diaconia ignota) (giustiziato il 12 settembre 1258); santo e martire